# Sonny Rollins, Volume 2
Sonny Rollins, Volume 2 (lub Sonny Rollins, Vol. 2) – album amerykańskiego saksofonisty jazzowego Sonny’ego Rollinsa, wydany po raz pierwszy w 1957 roku z numerem katalogowym BLP 1558 nakładem Blue Note Records.

## Powstanie
Materiał na płytę został zarejestrowany 14 kwietnia 1957 roku przez Rudy’ego Van Geldera w należącym do niego studiu (Van Gelder Studio) w Hackensack w stanie New Jersey. Produkcją albumu zajął się Alfred Lion.

## Lista utworów
Opracowano na podstawie materiału źródłowego.
Wydanie LP
Strona A
| Nr | Tytuł utworu   | Muzyka          | Długość |
| -- | -------------- | --------------- | ------- |
| 1. | „Why Don’t I?” | Sonny Rollins   | 5:42    |
| 2. | „Wail March”   | Rollins         | 6:10    |
| 3. | „Misterioso”   | Thelonious Monk | 9:23    |
|    |                |                 | 21:15   |

Strona B
| Nr | Tytuł utworu                 | Muzyka           | Długość |
| -- | ---------------------------- | ---------------- | ------- |
| 1. | „Reflections”                | Monk             | 7:01    |
| 2. | „You Stepped Out of a Dream” | Nacio Herb Brown | 6:23    |
| 3. | „Poor Butterfly”             | Raymond Hubbell  | 6:05    |
|    |                              |                  | 19:29   |

## Twórcy
Opracowano na podstawie materiału źródłowego.
Muzycy:
- Sonny Rollins – saksofon tenorowy
- J. J. Johnson – puzon
- Horace Silver – fortepian
- Thelonious Monk – fortepian
- Paul Chambers – kontrabas
- Art Blakey – perkusja

Produkcja:
- Alfred Lion – produkcja muzyczna
- Rudy Van Gelder – inżynieria dźwięku
- Harold Feinstein – projekt okładki
- Francis Wolff – fotografia na okładce
- Robert Levin – liner notes